# اس‌ان-۳۸
اس‌ان-۳۸ (به انگلیسی: SN-38) با فرمول شیمیایی C۲۲H۲۰N۲O۵ یک ترکیب شیمیایی با شناسه پاب‌کم ۱۰۴۸۴۲ است. که جرم مولی آن ۳۹۲٫۴۰۴ g/mol می‌باشد. 